# Jean-Louis Maury
Pour les articles homonymes, voir Maury.
Jean-Louis Maury, né le 25 juin 1925 à Graulhet, est un acteur et un comédien de doublage français. Il a essentiellement tourné sous la direction de Claude Chabrol.

## Filmographie
- 1959 : Les Cousins de Claude Chabrol
- 1960 : Les Bonnes Femmes de Claude Chabrol
- 1960 : Les Jeux de l'amour de Philippe de Broca
- 1961 : Les Godelureaux de Claude Chabrol
- 1963 : Landru de Claude Chabrol
- 1963 : Ophélia de Claude Chabrol
- 1964 : Le Gros Coup de Jean Valère
- 1964 : Les Plus Belles Escroqueries du monde : segment L'Homme qui vendit la tour Eiffel de Claude Chabrol
- 1966 : La Ligne de démarcation de Claude Chabrol
- 1967 : Les Têtes brûlées de Willy Rozier
- 1969 : Que la bête meure de Claude Chabrol
- 1972 : Tout le monde il est beau, tout le monde il est gentil de Jean Yanne
- 1973 : Moi y'en a vouloir des sous de Jean Yanne
- 1974 : Nada de Claude Chabrol
- 1974 : Les Chinois à Paris de Jean Yanne
- 1974 : Histoires insolites (série télévisée), épisode Une invitation à la chasse de Claude Chabrol
- 1986 : Suivez mon regard de Jean Curtelin
- 1988 : Les Dossiers de l'inspecteur Lavardin (série télévisée), épisode L'Escargot noir de Claude Chabrol
- 1991 : Madame Bovary de Claude Chabrol

## Doublage

### Cinéma

#### Films
- 1942[1] : Casablanca (Claude Rains)
- 1967 : Trois milliards d'un coup (William Marlowe)
- 1968 : Quand les aigles attaquent (Donald Houston)
- 1969 : L'Homme le plus dangereux du monde (Ori Levy)
- 1969 : Catch 22 (Sal Mineo)
- 1969 : Le Piège à pédales (Joe Tornatore)
- 1971 : Les Chiens de paille (Colin Welland)
- 1971 : Les Évadés de la planète des singes (Edward Faulkner)
- 1971 : Les Géants de l'Ouest (Edward Faulkner)
- 1971 : Dialogue de feu (Raf Vallone)
- 1971 : Méfie-toi Ben, Charlie veut ta peau (Luciano Catenacci)
- 1971 : Le Mystère Andromède (Carl Reindel)
- 1972 : La Poussière, la Sueur et la Poudre : Wallop (Jerry Gatlin)
- 1972 : Amigo, mon colt a deux mots à te dire (Sal Borgese)
- 1973 : Serpico (Tom Signorelli)
- 1973 : La Bataille de la planète des singes (Noah Keen)
- 1973 : La Dernière Chance (Howard Ross)
- 1974 : Top Secret (David Baron)
- 1974 : Tant qu'il y a de la guerre, il y a de l'espoir (Francesco D'Adda + voix secondaires)
- 1975 : Spécial Magnum (Jerome Tiberghien + voix secondaires)
- 1976 : Pour pâques ou à la trinita (Paul L. Smith)
- 1976 : Soudain... les monstres (Marjoe Gortner)
- 1976 : La Vengeance aux tripes (Clay Tanner)
- 1977 : On m'appelle Dollars (Sam Laws)
- 1977 : Rage (Victor Désy)
- 1978 : Mort sur le Nil (Inderjeet Singh Johar)
- 1979 : Une langouste au petit-déjeuner (Cesare Gelli)
- 1980 : La Secte des cannibales (Gerald Grant)
- 1981 : Incubus (Harry Ditson)
- 1990 : Predator 2 (Kent McCord)

### Télévision

#### Téléfilm
- 1972[2] : Un dangereux rendez-vous : l'inspecteur Hoffman (Werner Klemperer)

#### Séries télévisées
- Jack Colvin dans la série télévisée L'Incroyable Hulk
- Dann Florek dans la série télévisée New York, unité spéciale
- Hardy dans la série télévisée d'animation Laurel et Hardy
- Michael Hinz dans la série télévisée Le Club des cinq

#### Séries animées
- Monsieur Legrand dans la série télévisée d'animation Candy Candy